# Herb Uścia nad Łabą
Herb Uścia nad Łabą przedstawia białego czeskiego lwa z czarną przyłbicą i naręczakami na czerwonym tle. Herb pochodzi z okresu panowania Karola IV, potwierdzony w 1476 roku.